# Fülöp Áron (költő)
Fülöp Áron (Felsőboldogfalva, 1861. március 15. – Felsőboldogfalva, 1920. október 22.) magyar költő, a Képviselőházi Könyvtár vezetője, igazgatója.

## Életútja
Tanulmányait a székelyudvarhelyi kollégiumban, majd a budapesti egyetemen végezte magyar-latin szakon. 1885-ben Hódmezővásárhelyen, 1886-90-ben a szatmári gimnáziumban tanított. 1893-tól a Szatmári Hírlap szerkesztője.
1896-ban került a Magyar Országgyűlés Képviselőházának könyvtárába, ahol 1916-ig, nyugdíjazásáig dolgozott. Szakszerű munkát végzett az összefoglaló katalóguskötet elkészítésében, és irányító munkát 1902-ben az akkor ötvenezer kötetes könyvtár Országházba költöztetésében.1904-től könyvtárnokként, 1905-től főkönyvtárnokként, 1911-től 1916-ig igazgatóként vezette a könyvtárat. Nevéhez fűződik az Országházban az új könyvtári rend kialakítása, a katalógus és szakrendszerének, valamint a részben máig élő raktározási rendszerének összehangolt újjászervezése, valamint az első könyvtári ügyrend kidolgozása is. Munkatársai (Plechl Béla, Nagy Miklós, Panka Károly) mellette fejlődtek szakmailag képzett és gyakorlott könyvtárosokká, egészen 1942-ig tanítványai voltak a könyvtár egymást követő igazgatói.
A Kemény Zsigmond Társaság (KZST) tagja. Arany János költészetének hatására kezdte el feldolgozni a hun-magyar mondakört, Attila fiai c. ciklusát (Ellák. Budapest, 1885; Aladár. Szatmár, 1893; Csaba. Budapest, 1908). További munkái: Debreczeni Márton és a kióvi csata (Szatmár, 1887); Attila (költői elbeszélés, Budapest, 1909). Kisebb költeményeit Bakóczi Károly rendezte sajtó alá (Székelyudvarhely, 1921). Teljes kiadás: Fülöp Áron munkái (Budapest, 1929).